# Филимонов, Василий Иванович
Филимонов Василий Иванович (род. 1949) — российский тренер по боксу. Мастер спорта СССР, заслуженный тренер России по боксу, заслуженный работник физической культуры РФ. В 1983—1984 году был старшим тренером Непала по боксу.

## Биография
Образование: Высшее, спортивно-педагогическое
1971 г. — окончил с отличием Центральный институт физической культуры в г. Москве. Специальность — тренер преподаватель по боксу.
Стаж работы по специальности тренером по боксу с 1970 г. (более 40 лет)
1970—1978 гг. — ДЮСШ по боксу.
1979—1982 гг. — Высшее учебное заведение, кафедра физвоспитания;
1983—1984 гг. — старший тренер сборной команды Непала по боксу (обеспечено участие боксёров Непала в Олимпийских Играх 1984 г. в Лос-Анджелесе).
1985—1989 гг. — главный тренер г. Москвы по боксу, тренер сборной команды СССР по боксу, Председатель Всесоюзного тренерского Совета по Боксу (1987—1988 гг.)
1990—2006 гг. — заведующий кафедрой физической культуры и спорта в Московской государственной геологоразведочной академии; завершение научно-исследовательской работы в виде Докторской диссертации (2003 г.): Педагогическая система физической подготовки боксёров. Подготовка и издание под патронажем Федерации бокса России обобщающих учебно-методических пособий по боксу (основные):
- спортивно-техническая и физическая подготовка (2000 г.);
- педагогические основы обучения и совершенствования (2001 г.);
- теория и методика бокса (2006 г.);

а также вышедшие впоследствии монографии:
- современная система подготовки боксёров (2009 г.);
- бокс и кикбоксинг. Обучение и тренировка (2012 г.).

В период работы в сборной команде СССР 1985—1988 гг. курировал подготовку будущего Олимпийского Чемпиона в г. Сеуле (1988 г.) Яновского Вячеслава и также мастеров спорта международного класса — Милова А., Карпухина В., Золкина А., Бурмистрова А.
В период 2007—2009 гг. — работал главным тренером сборной команды Италии по боксу. [2]
Обеспечил успешное выступление на Чемпионатах Мира в Чикаго и Милане боксёров Пикарди, Валентино, Руссо и Каммарелле. В результате итальянская сборная завоевала на Чемпионате Мира в Чикаго 2007 г. 2 золотых, 1 серебряную и 1 бронзовую медали; на Чемпионате Мира в Милане в 2009 г. — 2 золотые медали ;на Олимпийских играх в г. Пекине (2008 г.) — 1 золотую, 1 серебряную и 1 бронзовую медаль. Работа была высоко оценена Федерацией бокса Италии — благодарственное письмо на имя Президента ФБР господина Мурова Е. А.
В 2009 г. был назначен Председателем общественного тренерского Совета Федерации бокса России.
С февраля 2010 г. по сентябрь 2012 г. по рекомендации ФБР работал со сборной командой г. Астаны (Казахстан) и в составе тренеров сборной команды Казахстана по подготовке к Олимпийским Играм 2012 г. в Лондоне. Работа отмечена благодарственным письмом Федерации бокса Казахстана. Присвоено звание почётного профессора Казахской Академии спорта и туризма.
В настоящее время — профессор кафедры физической культуры и спорта в Российском государственном геологоразведочном Университете [3], член общественного тренерского Совета ФБР.
В качестве эксперта AIBA по рекомендации ФБР с 1996 по 2010 гг. проводил практические семинары для тренеров по боксу в Непале, Сербии, Хорватии, Таджикистане, Северной Корее, Норвегии, Узбекистане, Италии, Китае, Кубе, Испании, Ирландии, Казахстане и многих городах России.
В январе 2010 г. участвовал в работе тренерской комиссии AIBA в Хамене в Китае.
В 2013 г. аттестован AIBA в качестве тренера высшей квалификации.